# تحقيق زيادة كفاءة التمثيل الضوئي
تحقيق زيادة كفاءة التمثيل الضوئي هو مشروع بحثي يهدف إلى دراسة آليات هندسة النباتات وراثيًا بحيث تقوم بعمليات التمثيل الضوئي بشكل أكثر كفاءة لزيادة إنتاجية المحاصيل.

## الأهداف
يهدف مشروع تحقيق زيادة كفاءة التمثيل الضوئي إلى زيادة إنتاجية المحاصيل الزراعية في جميع أنحاء العالم، ولا سيما للمساعدة في الحد من الجوع والفقر في مناطق مثل جنوب الصحراء الأفريقية الكبرى وجنوب شرق آسيا من خلال التحسين المستدام لإنتاج المحاصيل الغذائية الرئيسية مثل فول الصويا والأرز والكسافا، واللوبيا.

## لمحة تاريخية
بدأ مشروع تحقيق زيادة كفاءة التمثيل الضوئي في عام 2012 بتمويل من منحة قدرها 25 مليون دولاراً أمريكياً لمدة خمس سنوات من مؤسسة بيل ومليندا غيتس. ثم تلقى المشروع في عام 2017 عدة منح أخرى بلغت قيمتها الإجمالية 45 مليون دولاراً أمريكياً من مؤسسة غيتس، ومؤسسة أبحاث الأغذية والزراعة، وإدارة التنمية الدولية التابعة لحكومة المملكة المتحدة. كما ساهمت مؤسسة غيتس في عام 2018 بمبلغ إضافي قدره 13 مليون دولار أمريكي لتسريع تقدم المشروع.
أدت الثورة الخضراء خلال القرن العشرين إلى زيادة المحاصيل الزراعية بشكل كبير من خلال التقدم في آليات الزراعة وتربية النباتات وإدارة الأراضي الزراعية. يعود الفضل إلى هذه الفترة من الابتكار الزراعي في إنقاذ ملايين الأرواح من خطر الجوع ونقص الغذاء والفقر. إلا أن هذه الأساليب كانت لا تزال مقيدة بحدودها البيولوجية، مما قد يؤدي إلى عرقلة جهود تحسين إنتاجية المحاصيل. توقعت منظمة الأغذية والزراعة التابعة لمنظمة الأمم المتحدة في عام 2009 أن إنتاج الغذاء العالمي يجب أن يزداد بنسبة 70٪ بحلول عام 2050 كي يكفي لإطعام ما يقدر بنحو 9 مليار شخص في العالم. تواجه مساعي تحقيق زيادة الإنتاج إلى الحد المطلوب بحلول عام 2050 تحديات أخرى تتمثل في تقلص الأراضي الصالحة للزراعة، وتناقص الموارد الطبيعية، وتغير المناخ.

## الدراسات والأبحاث
كانت الدراسة الرئيسية التي قام على أساسها مشروع تحقيق زيادة كفاءة التمثيل الضوئي، والتي نُشرت في مجلة العلوم، تهدف إلى إثبات أنه يمكن تحسين عملية التمثيل الضوئي في النباتات لزيادة إنتاجية المحاصيل الزراعية. وصفت صحيفة الغارديان البريطانية هذا الاكتشاف بأنه أحد أهم 12 انجازاً علمياً حدث في عام 2016.
تحدد نماذج المحاكاة الحاسوبية استراتيجيات لتحسين الآليات الأساسية التي تعتمد عليها عملية التمثيل الضوئي وزيادة الإنتاجية. يقوم الباحثون بالهندسة الوراثية للنباتات النموذجية التي خضعت للاختبار في بيئات محكومة مثل غرف الإنماء والصوبات الزراعية. تُختبر بعد ذلك التحولات الناجحة من خلال تجارب ميدانية عشوائية متكررة، ثم تُترجم في النهاية التحولات ذات الزيادات الإنتاجية المهمة إحصائيًا إلى المحاصيل الغذائية المستهدفة للمشروع. وقد يتم أحياناً الجمع بين أكثر من طريقة لزيادة إنتاجية المحاصيل بشكل إضافي. يضمن الوصول العالمي للمشروع أن يكون المزارعين أصحاب الحيازات الصغيرة قادرين على استيعاب واستخدام الملكية الفكرية للمشروع.
| استراتيجيات الدراسة                     | الوصف |
| --------------------------------------- | --- |
| نمذجة التمثيل الضوئي                    | مع الزيادة المطردة في تقنيات الحوسة عالية الأداء أصبح من الممكن محاكاة عملية التمثيل الضوئي في النماذج الديناميكية التي يتم فيها تمثيل كل من التفاعلات المقترنة بشكل كامل، مما يوفر تمثيلًا حاسوبياً واقعياً للعملية بأكملها باستخدام نظام من المعادلات التفاضلية المرتبطة. طورت عمليات المحاكاة الحاسوبية للعمليات النباتية تصورات واقعية لمظلات أوراق المحاصيل يمكنها التنبؤ بشكل أكثر دقة بديناميكيات المناخ المحلي للمحاصيل، وتوزيع الطاقة الضوئية خلال التمثيل الضوئي. يمكن الآن دمج هذين النوعين من المحاكاة في نظام نمذجة واحد قوي.                   |
| تنظيم الحماية الضوئية                   | تحمي النباتات نفسها من التلف الناتج عن التعرض للضوء العالي عن طريق تبديد الطاقة الضوئية الزائدة وإطلاقها في صورة حرارة. تستمر عملية الحماية هذه حتى عندما تكون ورقة النبات مظللة بسحابة أو بورقة أخرى مما يحد من التمثيل الضوئي. حدد مشروع تحقيق زيادة كفاءة التمثيل الضوئي الجينات التي تسرع هذا التأثير وعزز تنظيمها، مما أدى إلى زيادة الإنتاجية بنسبة تراوحت ما بين 14٪ -20٪ في تجارب ميدانية متكررة. |
| تحسين التنفس الضوئي                     | يقع إنزيم روبيسكو بانتظام في خطأ التفاعل مع الأكسجين بدلاً من ثاني أكسيد الكربون، ومن ثم يقوم النبات بإعادة تدوير المواد الكيميائية الناتجة إلى خط الإنتاج، مما يؤدي إلى إهدار الطاقة من خلال عملية تسمى التنفس الضوئي. وقد لوحظ أن بعض البكتيريا تقوم بإعادة تدوير هذه المواد الكيميائية بشكل أكثر كفاءة. ويعمل مشروع تحقيق زيادة كفاءة التمثيل الضوئي على هندسة هذه المسارات الأكثر كفاءة في المحاصيل، ولقد صمم علماء مشروع تحقيق زيادة كفاءة التمثيل الضوئي بالفعل في دراسة تاريخية لهم مسارات تنفسية ضوئية أدت إلى زيادة الإنتاجية بنسبة وصلت إلى 40%. |
| إعادة تكوين الإنزيمات                   | تعتبر دورة كلفن جزءاً أساسياً من عملية التمثيل الضوئي، وهي عملية متعددة الخطوات تهدف إلى تجديد جزيء متقبل ثاني أكسيد الكربون الذي يستخدمه إنزيم روبيسكو لإنتاج السكر الذي يغذي نمو النبات. وتعتمد كل خطوة في هذه الدورة على محفزات البروتين المعروفة بالإنزيمات. يعمل مشروع تحقيق زيادة كفاءة التمثيل الضوئي على تحسين كمية كل إنزيم بحيث تصبح عملية التمثيل الضوئي بأكملها أكثر كفاءة.. |
| تحسين إنزيمات الروبيسكو                 | أجرى مشروع تحقيق زيادة كفاءة التمثيل الضوئي مسجاً لمجموعة واسعة من النباتات والطحالب للعثور على أشكال أسرع من إنزيم روبيسكو وأقل عرضة لخلط الأكسجين مع ثاني أكسيد الكربون. يعمل المشروع الآن على هندسة المحاصيل باستخدام هذه الأشكال الأفضل أداءً من إنزيم روبيسكو أو تعديل الصورة الحالية من إنزيم روبيسكو لكي يطابق هذه الأشكال الأكثر كفاءة. |
| تحسين وصول الضوء إلى الأوراق بشكل متساو | تظلل طبقات أوراق المحاصيل بعضها البعض، إلا أن الأوراق العلوية تتلقى ضوءًا أكثر مما يمكنها استخدامه بينما الأوراق السفلية تظل جائعة للضوء. يمكن من خلال تغيير لون وزاوية هذه الأوراق توزيع الضوء بشكل متساوٍ في جميع أنحاء المظلة لزيادة نشاط التمثيل الضوئي في جميع أنحاء النبات. |
| آليات الطحالب                           | يحفز إنزيم روبيسكو استخراج غاز ثاني أكسيد الكربون من الهواء وتحويله إلى سكر لتغذية نمو النبات، ولكنه مقيد بمدى إمداد ثاني أكسيد الكربون. يمكن باستخدام آليات من الطحالب هندسة النباتات لضخ مزيد من غاز ثاني أكسيد الكربون إلى إنزيم روبيسكو لتعزيز عملية التمثيل الضوئي. |
| موصلية النسيج المتوسط                   | تقيس موصلية النسيج المتوسط مدى سهولة انتشار ثاني أكسيد الكربون عبر الورقة للوصول إلى إنزيم روبيسكو. يقوم مشروع تحقيق زيادة كفاءة التمثيل الضوئي بتعديل المسارات لمساعدة ثاني أكسيد الكربون على السريان في غشاء الخلية، والسيتوبلازم، ومغلف البلاستيدات الخضراء، وثغور البلاستيدات الخضراء للوصول إلى إنزيم روبيسكو. |
| تطوير الترجمة                           | بعد أن تم تأكيد التعديلات الوراثية من التعبير الجيني إلى إنتاج البروتينات المستهدفة، ثم النمط الظاهري في البيوت الزجاجية والصوبات الزراعية واختبارها في تجارب ميدانية مكررة. تبدأ بمجرد إثبات نجاح إحدى السمات المهمة الأكثر صعوبة والتي تستغرق وقتًا طويلاً لتحويل المحاصيل الغذائية الأساسية مثل فول الصويا والكسافا واللوبيا والأرز. |

## الهيكل التنظيمي
تقود جامعة إلينوي مشروع تحقيق زيادة كفاءة التمثيل الضوئي في معهد كارل وويس لبيولوجيا الجينوم، وتشمل المؤسسات الشريكة للمشروع أيضاً الجامعة الوطنية الأسترالية، والأكاديمية الصينية للعلوم، ومنظمة الكومنولث للبحوث العلمية والصناعية، وجامعة لانكستر، وجامعة ولاية لويزيانا، وجامعة كاليفورنيا في بيركلي ، وجامعة كامبريدج، وجامعة إسكس، وخدمة البحوث الزراعية التابعة لوزارة الزراعة الأمريكية.
تشرف اللجنة التنفيذية لمشروع تحقيق زيادة كفاءة التمثيل الضوئي على استراتيجيات البحث المختلفة، ويوضح الجدول التالي أعضاء اللجنة التنفيذية للمشروع:
| المنصب       | الاسم            | المعهد/الجامعة                           | الاستراتيجيات                                                  |
| ------------ | ---------------- | ---------------------------------------- | -------------------------------------------------------------- |
| المدير       | ستيفن ب. لونغ    | جامعة إلينوي، وجامعة لانكسر              | نمذجة التمثيل الضوئي، والحماية الضوئية، وموصلية النسيج المتوسط |
| نائب المدير  | دونالد أورت      | جامعة إلينوي                             | تحسين التنفس الضوئي                                            |
| قائد الدراسة | كريستين رينز     | جامعة إسكس                               | إعادة تكوين الإنزيمات                                          |
| قائد الدراسة | سوسان فون كايمرر | الجامعة الوطنية الأسترالية               | آليات الطحالب                                                  |
| قائد الدراسة | مارتن باري       | جامعة لانكستر                            | تحسين إنزيم روبيسكو                                            |
| قائد الدراسة | كريس نايوغي      | جامعة كاليفورنيا في بيركلي               | الحماية الضوئية                                                |
| قائد الدراسة | ليزا أينسورث     | جامعة إلينوي                             | تحسين وصول الضوء للأوراق بشكل متساو                            |
| قائد الدراسة | تي جي هيغنز      | منظمة الكومنولث للبحوث العلمية والصناعية | تطوير الترجمة                                                  |
| مدير المشروع | ليزا إمرسون      | جامعة إلينوي                             | N/A                                                            |